# Innocent Le Masson
Pour les articles homonymes, voir Le Masson.
Innocent Le Masson, né le 21 décembre 1627 à Noyon et mort le 8 mai 1703 à la Grande Chartreuse, est un prêtre moine chartreux qui fut le cinquante-et-unième prieur général de l'ordre des Chartreux, fondé par saint Bruno, et marqua son époque.

## Biographie
Philippe Le Masson naît à Noyon dans une famille de la haute bourgeoisie apparentée à Colbert. Fin 1644, il entre à la chartreuse de Mont-Saint-Louis du Mont Renaud et prend le nom de religion d'Innocent en l'honneur du pape Innocent Ier. Il y est nommé plus tard vicaire, puis maître des novices. Il écrit une Theologia moralis practica en 1662 destinée à l'origine aux jeunes moines et devient prieur à partir de 1663. En 1672, il devient convisiteur de la Province de Picardie. Le 15 octobre 1675, dom Innocent Le Masson est élu prieur de la Grande Chartreuse, charge qu'il assume jusqu'à sa mort. Il est donc automatiquement prieur général de son ordre.
Le soir du 10 avril 1676, soit quelques mois après le début de son priorat, un feu de cheminée détruit presque entièrement la Grande Chartreuse. Grâce à son énergie, dom Innocent parvint à la reconstruire, telle qu'elle existe encore aujourd'hui.
Mais il laisse surtout le souvenir d'un chartreux de gouvernement qui publie des nouveaux statuts, défend l'orthodoxie face au jansénisme et au quiétisme,. Il écrit une Introduction à la vie religieuse et parfaite en 1677 et commence à écrire une histoire de son ordre. Après avoir rencontré personnellement Madame Guyon, il s'oppose à son ouvrage (publié anonymement) Le Moyen court et facile de faire oraison. Celui-ci provoque un décret inappliqué de Rome en 1689, et il est mollement condamné par l'archevêque de Paris en 1694, mais il continue à être fort lu et à circuler dans les couvents. Aussi le R.P. Le Masson publie-t-il son propre commentaire qui se veut une réponse à cette mystique d'abandon peu étayée selon lui. Il est appuyé par l'évêque de Grenoble, le cardinal Le Camus qui écrit en préface: « L’auteur des sujets de méditations […] a voulu être caché par principe d’humilité, mais sa manière d’écrire & de traiter le sujet, fait assez connoitre que c’est un amy de l’Epoux qui entend sa voix […] il réfute très solidement ces spiritualitez nouvelles & déréglées tirées des écrits de l’impie Molinoz, qui sous prétexte de servir Dieu purement en esprit, finissent d’ordinaire par la chair & par la corruption. » Dom Innocent Le Masson utilise les ressources de la dévotion au Cœur du Christ auprès des moniales pour lutter contre l’inﬂuence du quiétisme dans les monastères féminins.
Vers 1680, il commande deux série de tableaux représentant respectivement les quarante-neuf prieurs généraux de l'ordre qui le précède et les maisons de l'ordre. Cette seconde collection constitue les cartes de Chartreuse.
Un Traité sur l'oraison recueille des textes choisis du père Le Masson sur les grands débats de son époque auxquels il participa.
Le R.P. Antoine Trocquet de Montgeffond (ancien scribe du prieur général) est élu comme son successeur.

## Œuvres
- (la) Theologia moralis practica per tabulas distincta et exposita una cum concilio tridentini eodem modo digesto..., Paris, G. Tosse, 1662[11], rééd. 1669, 1680, etc.
- Introduction à la vie religieuse et parfaite, distribuée en cinquante-trois leçons tirées de l'Écriture Sainte, de l'Introduction à la vie dévote de saint François de Sales et de l'Imitation de Jésus-Christ, avec des réflexions et des annotations..., [Par Dom Innocent Le Masson.] / Lyon, F. Comba, 1677
- (la) Annales ordinis cartusiensis tribus tomis distributi. Tomus primus complectens ea quae ad institutionem, disciplinam et observantias ordinis spectant [Dom Innocent Le Masson], Correriae, typis Antonii Fremon, 1687
- La Psalmodie intérieure de l'office de la Vierge, chapitre VII : « Méditations des psaumes de vêpres », Grenoble, André Faure, 1689, avec Approbation & Privilège du Roy
- Sujets de méditations sur le Cantique des cantiques de Salomon, expliqué selon le sentiment des saints Pères de l'Église [Pour l'usage des religieuses chartreuses / par Dom Innocent Le Masson], Lyon, F. Comba, 1692
- (la) Introductio ad vitam interiorem et perfectam tum secularibus, tum religiosis personis perutilis, in quinquaginta tres lectiones distributa... Tertia editio in duos tomos distributa. Tomus primus. / Correriæ Cartusiæ, per Claudium Faure, 1693 ; trad. en français Introduction à la vie antérieure et parfaite..., 4e éd., Paris, Dezallier, 1701 Tome Second en ligne
- (la) Praxis Juris Cartusiani in Judiciis Reddendis et Poenis imponendis ex statutis desumpti, cum forma procedendi juridicè in ordine nostro juxta usus ab antiquis observatos, Correriae Cartusiae, per Claudium Faure, 1695
- Direction pour se former au saint exercice de l'oraison, et pour s'y bien gouverner avec ordre et tranquillité à l'usage des Religieuses chartreuses, La Correrie [Grande Chartreuse], Claude Faure, 1695
- La Vie de messire Jean d'Aranthon d'Alex, évêque et prince de Genève, avec son directoire de mort, son testament, le règlement de sa maison, la Société des bons amis, les lettres patentes de l'établissement de la maison de la Propagation, l'établissement d'une mission pastorale et sa lettre pastorale à MM. les curez sur le quiétisme [Par Dom Innocent Le Masson], Lyon, F. Comba, 1697 ; plusieurs rééd. dont Clermont-Ferrand, Thibaud-Landroit, 1834 ; Annecy, impr. Abry, 1895 ; éd. sur microfiche, Leiden, 1993
- Éclaircissemens sur la vie de Messire Jean d'Aranthan d'Alex, évêque et prince de Genève [par Dom Innocent Le Masson]. Avec de nouvelles preuves incontestables de la vérité de son zèle contre le jansénisme et le quiétisme, Chambéry, J. Gorrin, 1699, 2e éd. Lyon, 1699, rééd. 1700,
- (la) Enchiridion salutis operandae in quo de gratia Christi obtinenda, servanda et in vacuum non recipienda agitur secundum mentem et instituta libri de Imitatione Christi tertia editio, Correriae, per A. Faure, 1700
- (la) Disciplina ordinis Cartusiensis in tres libros distributa, Parisiis, apud Dezallier, 1703 ; 2 éd. Monstrolii, typis Cartusiae S. Mariæ de Pratis, 1894 ; Salzbourg, Institut für Anglistik und Amerikanistik, 1993
- Correspondance, Dom Innocent Le Masson, général des Chartreux ; réunie et présentée par dom Augustin Devaux, Salzbourg, Institut für Anglistik und Amerikanistik, 2003-2005 ; t. I : 1re & 2e parties : Avant le généralat –  Pastorale pour l’observance (1661-1675-1681) ; t. II :  3e  partie : Assaut contre les Statuts en Espagne et en France (1681-1685) ; t. III : 4e et 5e parties : Affaires courantes, affaires mineures – Parmi les querelles dogmatiques (1686-1690-1703).